# The Pilgrim's Progress
The Pilgrim's Progress from This World to That Which Is to Come, sovint abreujat com a The Pilgrim's Progress, i traduït en català El viatge del pelegrí és una novel·la al·legòrica escrita per John Bunyan, originàriament publicada en anglès el mes de febrer de l'any 1678. És una de les obres més significatives de la literatura anglesa i es considera com una de les obres literàries clàssiques. S'ha traduït a més de dues-centes llengües diferents, i mai no s'ha deixat d'imprimir. Bunyan va començar el seu treball mentre es trobava a la presó del comtat de Bedfordshire, per violar la Conventicle Act 1664, que prohibia la celebració de serveis religiosos fora dels auspicis de l'Església d'Anglaterra. Els primers estudiosos de Bunyan, com John Brown, creien que The Pilgrim's Progress es va començar durant la segona curta estada de Bunyan a la presó durant sis mesos, el 1675, però altres estudiosos més recents com Roger Sharrock creien que la va iniciar durant la primera estada a la presó, més llarga, entre 1660 i 1672, just després d'escriure la seva autobiografia espiritual, Grace Abounding to the Chief of Sinners.
El text anglès conté 108.260 paraules i està dividit en dues parts, en format de narració contínua sense divisions per capítols. La primera se'n va publicar el 1678, i la segona el 1684. El protagonista s'anomena Cristià, i la majoria dels personatges s'anomenen per la seva característica més evident, i relata el viatge de Cristià per la seva vida, buscant la salvació. La versió catalana va ser publicada el 2001, traduïda per George Peter Grayling amb l'ajuda de la Facultat de Teologia i l'Institut d'Estudis Catalans.